# 虛構作品中的木星

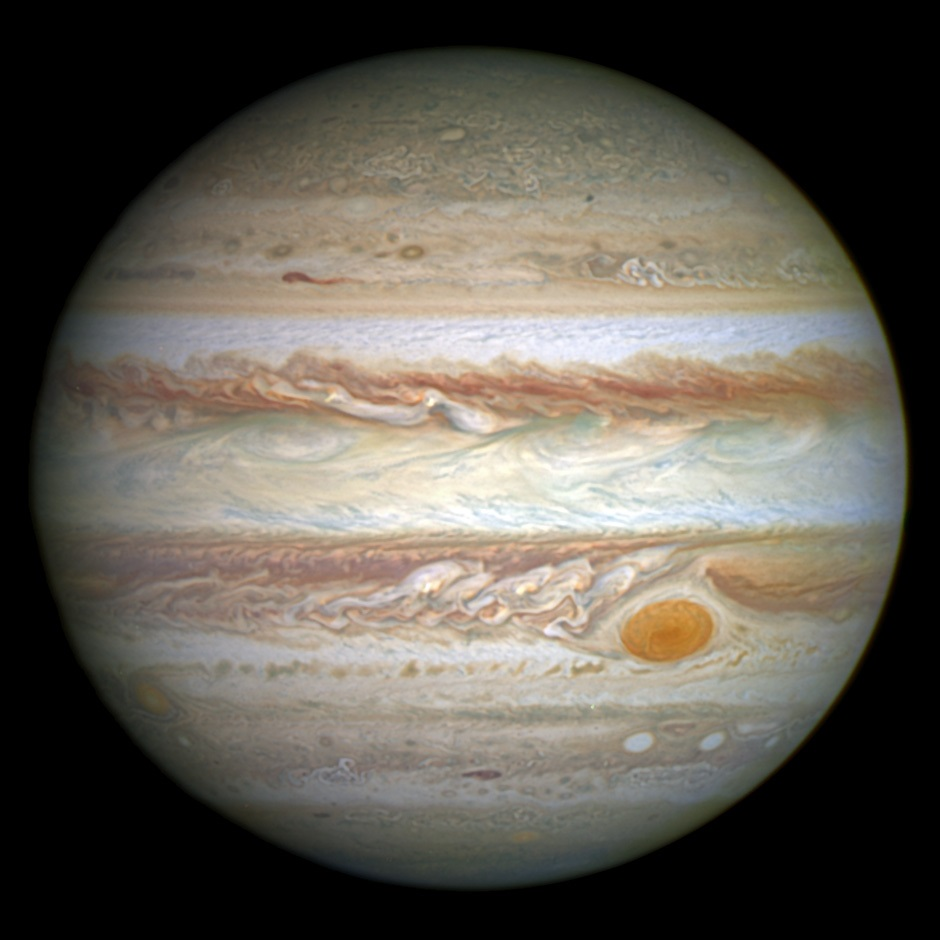
木星

木星是太陽系中最大的行星，經常是科幻小說和電影所設定的背景。早期虛構作品將木星作為故事的背景，但是現代科學研究顯示這個星球已經沒有固體表面，人類無法登陸，它的空氣、溫度、高度重力和強烈輻射對人類的生活極為不利。於是木星、周圍空間、非常廣闊的衛星系統是更常是虛構作品背景。

## 小說
- 伏爾泰所創作的小說《Micromégas》（1752年）中，同名主人公和同伴在木星停留一年[1]，他們學習到一些非常了不起的秘密[2]。

- 約翰·雅各·阿斯特四世所創作的小說《異世界旅程》（1894年）中，探索者到達木星，他們在木星上遇到類似地球的恐龍[3]。

- 愛德蒙·漢密爾頓（Edmond Hamilton）所創作的小說《征服兩個世界》（1932年）中，人類探索太陽系，發現火星和木星存在智慧生物，並無情地征服。

- 愛德加·萊斯·巴勒斯所創作的小說《Skeleton Men of Jupiter》（1943年）中，約翰·卡特被送到木星。

- 克利福德·唐納·西馬克（Clifford Donald Simak）所創作的小說《城市故事》（1952年）中，大多數人最終都自願在木星生活

- 艾薩克·阿西莫夫所創作的小說《意外的勝利》（1942年）中，木衛三上的人類殖民者三派非常強大和持久的機器人探索木星的表面，並聯繫了朱庇特。

- 艾薩克·阿西莫夫所創作的小說《購買木星》（1958年）中，外星人購買木星當作巨型廣告向通過附近的貿易船隻推銷產品。

- 阿瑟·克拉克所創作的中篇小說《美杜莎會議》（1972年）中，人類進入木星的大氣深處，發現一英里大的浮動生物。

- 唐納德·莫菲特所創作的小說《木星盜竊》（1977年）中，一次中國/美國木星任務調查從天鵝座X-1飛往地球的巨大外星人飛船。

- 小松左京所創作的小說《再見了，木星》（1980年）中，人類將木星改造成太陽，企圖解決能源不足問題。

- 皮爾斯·安東尼（Piers Anthony）所創作的小說《太空暴君系列》（1983年- 2001年）。木星被比擬成北美洲，其衛星類似加勒比海地區（也可能包含中美洲），人類居住在大氣層中的漂浮城市（代表美國），大紅斑則代表墨西哥。

- 田中芳樹所創作的小說《灼熱龍騎兵》（1988年）中，人類將木星大氣層解體，製造許多新的行星。

- 肯·麥克勞德所創作的小說《卡西尼》（1998年）是秋季革命系列（1995年- 1999年）的一部分。木星被超人主義者稱為朱庇特，成為後人類的居住地。

- 班·波瓦（Ben Bova）所創作的小說《木星》（2001年）中，人類進入木星的雲層，風暴，並發現智慧生命存在。

- 蒂莫西·薩恩（Timothy Zahn）所創作的小說《曼塔的禮物》（2002年）中，木星是一種智慧生命的居所。

- 伊恩·班克斯所創作的小說《代數學家》（2005年）中，木星是一種壽命極長居民（Dwellers）的居所。

- 菲利普·里夫（Philip Reeve）所創作的小說《Larklight》（2006年）中，木星的衛星是許多種族的居所，也是地球帝國的郊區。

- 劉慈欣所創作的小說《三體II：黑暗森林》（2007年）中，木星是人類太空艦隊的燃料補給中心。

- 金·史丹利·羅賓遜所創作的小說《伽利略之夢》（2009年）中，伽利略在29世紀被運送到木星系統。

## 漫畫及動畫
- 動畫《宇宙戰艦大和號》中，木星大氣層存在浮遊大陸。

- 動畫《勇者王》中，獅子王麗雄在3G出戰木星時死亡。

- 木城雪戶所創作的漫畫《銃夢》中，木星已經被人類殖民統治，並在雲層上方建造人工地表。木星聯盟與金星、火星和地球爭奪太陽系的控制權。

- 漫畫《公元2000年》中，人類對抗邪惡的外星種族（Biogs），他們在木星大紅斑建造基地。

- 漫畫《All-Star Comics》，JSA與來自木星的生物戰鬥，並擊敗他們。

- 漫畫/動畫《美少女戰士》（1992年）中，木星遭到貝莉爾女王（Queen Beryl）襲擊，遭受巨大的引力動亂，摧毀了大部分的地球表面。

- 幸村誠所創作的漫畫《惑星奇航》中，星野八郎太前往木星探測。

- 長谷川裕一所創作的漫畫《機動戰士海盜鋼彈》中，人類將木星圈建造成木星帝國。

- 漫畫《Tommy Tomorrow》系列故事中，木星和外行星擁有固體表面與生態系統[4]。

- 動畫《飛越巔峰》中，人類利用木星核心製造黑洞炸彈Buster機組3號機，並在銀河系中心引爆。

- 漫畫/動畫《機動戰艦》中，木星蜥蜴從地球運送到囚犯到木星，並發送機器人艦隊攻擊人類的殖民星球。

- 漫畫《KERORO軍曹》中，Kululu曹長曾表示木星上有氣體人建立的文明,且似乎遠比地球先進許多。

## 影视作品
- 电影《怪兽大战争》中，木星轨道上发现了一颗小行星，登上小行星的宇航员遇到了居住在小行星上有感知能力的外星物种。

- 电影《流浪地球》中，地球在经过木星进行引力加速时，一群救援者点燃木星含氢的大气以获得反推，从而避免地球被木星吞噬。